# جون هاريس (لاعب كرة قدم أمريكية أمريكي)
جون هاريس (بالإنجليزية: Jon Harris)‏ هو لاعب كرة قدم أمريكية أمريكي، ولد في 9 يونيو 1974 في بروكلين في الولايات المتحدة.

## وصلات خارجية
- جون هاريس (لاعب كرة قدم أمريكية أمريكي) على موقع مرجع كرة القدم المحترفة.كوم (الإنجليزية)